# 흑설
"흑설"은 1991년에 개봉한 대한민국의 영화이다.

## 캐스팅
- 이진 : 진이 역
- 홍일권 : 박민기 역
- 김춘식 : 기선 역
- 김용림 : 백씨 역
- 정경순 : 수연 역
- 조형기 : 태봉 역
- 한태일 : 준치 역
- 문창근 : 김 형사 역
- 김한국 : 춘화 역
- 이정희 : 영이 역
- 양세윤 : 난이 역
- 박민호 : 이 기사 역
- 송금식 : 태봉 부하 1 역
- 김학성 : 태봉 부하 2 역
- 최영래 : 태봉 부하 3 역
- 정봉연 : 장도끼 역
- 박기수 : 박 사장 역
- 전숙 : 윤 여사 역
- 채수억 : 야쿠자 1 역
- 송복철 : 야쿠자 2 역
- 홍석연 : 야쿠자 3 역
- 최재호 : 술꾼 1 역
- 정규영 : 술꾼 2 역
- 한명환 : 술꾼 3 역
- 나현식 : 파출소장 역
- 김경란 : 미장원손님 1 역
- 정미경 : 미장원손님 2 역
- 강희정 : 뽕꾼애인 역
- 이미희 : 미용사 역
- 윤동현 : 남 실장 역
- 김영대 : 암표장사 역
- 이승중 : 경리부장 역
- 이원하 : 전경대장 역